# Giancarlo Casassa
Giancarlo Guido Casassa Sánchez (San Isidro, 15 de julio de 1972) es un economista y político peruano. Fue alcalde del distrito de Surquillo desde enero del 2019 hasta diciembre del 2022.

## Biografía
Giancarlo Casassa nació en el distrito de San Isidro, ubicado en la ciudad de Lima, el 15 de julio de 1972. Es hijo del desaparecido exalcalde del distrito de Surquillo, Guido Casassa Bacigalupo.
Estudió la carrera de Economía en la Universidad Católica de Santa María donde se graduó como bachiller en 1997. Posteriormente, laboró como gerente de cuentas claves en una empresa en el distrito de La Molina desde el 2008 hasta el 2010.
Actualmente se desempeña como gerente municipal en la ciudad del Callao.

## Carrera política
Se inició en la política cuando postuló a la alcaldía del distrito de Surquillo en las elecciones municipales del año 2002 por el partido Somos Perú, donde intentó reemplazar en el cargo a su padre quien había fallecido días antes de dejar el cargo. Sin embargo, Casassa no tuvo éxito en su candidatura tras ser vencido por Gustavo Sierra Ortiz de Unidad Nacional.
Fue luego elegido como regidor de Surquillo en las elecciones municipales del 2010 y en las elecciones municipales del 2014 como miembro del Partido Popular Cristiano.

### Alcalde de Surquillo
En las elecciones municipales del 2018, Casassa postuló por segunda vez a la alcaldía del distrito de Surquillo por el Partido Popular Cristiano y finalmente resultó elegido como alcalde de Surquillo para el periodo 2019-2022.
Durante su gestión municipal, impulsó la instalación de una planta de oxígeno gratuito para las víctimas de la COVID-19.